# Sarkis Aghajan Mamendo
Sarkis Aghajan Mamendo (arabiska: سركيس أغا جان), född 1962, är en etnisk assyrier och finansminister i Kurdistans regionala parlament, KRG.